# شوهر جنگاور
شوهر جنگاور (انگلیسی: The Warrior's Husband) یک فیلم کمدی پیشا-کد است که در سال ۱۹۳۳ منتشر شد.

## بازیگران
- الیسا لندی
- دیوید منرس
- ارنست ترواکس
- مارجوری رامبئو
- تاینی سندفورد
- هلن ویر
- لایونل بلمور
- ماد ایبرن